# Irene Huss (serie de películas)
Irene Huss es una serie de películas transmitidas del 17 de agosto del 2007 hasta el 13 de abril del 2011. 
La franquicia estuvo conformada por 12 películas, las cuales son protagonizadas por la actriz sueca Angela Kovacs, quien interpreta a la detective inspectora Irene Huss.
Basadas en las novelas de la escritora sueca Helene Tursten, cuyo personaje principal de sus historias es la oficial Irene Huss.

## Películas

### Irene Huss - Tatuerad torso(2007)
La primera película de la serie de "Irene Huss" fue estrenada el 17 de agosto del 2007 en Suecia.
En una playa en Gotemburgo, una mujer encuentra partes del cuerpo de un hombre desmembrado, la única pista es un torso con un tatuaje. La detective inspectora Irene Huss encuentra similitudes en casos anteriores que la llevarán hasta Copenhague, donde se verá obligada a buscar a la hija de una amiga que ha desaparecido.
El cuerpo será el preludio de una serie de homicidios desagradables que llevarán a Huss al bajo mundo de Copenhague.
| Actor             | Personaje             | Ocupación            |
| ----------------- | --------------------- | -------------------- |
| Angela Kovács     | Det. Insp. Irene Huss | Detective Inspectora |
| Reuben Sallmander | Krister Huss          | -                    |
| Mikaela Knapp     | Jenny Huss            | -                    |
| Felicia Löwerdahl | Katarina Huss         | -                    |
| Lars Brandeby     | Sven Andersson        | -                    |
| Dag Malmberg      | Jonny Blom            | -                    |
| Anki Lidén        | Yvonne Stridner       | -                    |
| Emma Swenninger   | Birigtta Moberg       | -                    |
| Eric Ericson      | Fredrik Stridh        | -                    |

### Irene Huss - Den krossade tanghästen(2008)
La segunda película fue estrenada el 5 de marzo del 2008.
Cuando un hombre brinca desde su balcón y muere, la detective Irene Huss pronto se da cuenta de que en realidad es un brutal asesinato realizado por un astuto y peligroso asesino entre ex-millonarios, bandas de motociclistas, traficantes de drogas y chantajistas. Al mismo tiempo, tiene que lidiar con su hija adolescente, quien ha decidido unirse a un peligroso grupo.
| Actor                | Personaje             | Ocupación            |
| -------------------- | --------------------- | -------------------- |
| Angela Kovács        | Det. Insp. Irene Huss | Detective Inspectora |
| Reuben Sallmander    | Krister Huss          | -                    |
| Mikaela Knapp        | Jenny Huss            | -                    |
| Felicia Löwerdahl    | Katarina Huss         | -                    |
| Lars Brandeby        | Sven Andersson        | -                    |
| Dag Malmberg         | Jonny Blom            | -                    |
| Emma Swenninger      | Birigtta Moberg       | -                    |
| Eric Ericson         | Fredrik Stridh        | -                    |
| Anki Lidén           | Yvonne Stridner       | -                    |
| David Valentin       | Henrik von Knecht     | -                    |
| Anita Wall           | Sylvia von Knecht     | -                    |
| Peter Särnblad       | Richard von Knecht    | -                    |
| Josephine Bornebusch | Charlotte von Knecht  | -                    |

### Irene Huss - Nattrond(2008)
La tercera entrega de las series de películas fue estrenada el 30 de abril del 2008.
Cuando un asesinato ocurre en el prestigioso Hospital Löwanderska, la detective ispectora Irene Huss debe atrapar al asesino, el único problema es que uno de sus testigos afirma haber visto a una enfermera que lleva más de sesenta años muerta.
| Actor              | Personaje             | Ocupación            |
| ------------------ | --------------------- | -------------------- |
| Angela Kovács      | Det. Insp. Irene Huss | Detective Inspectora |
| Reuben Sallmander  | Krister Huss          | -                    |
| Lars Brandeby      | Sven Andersson        | -                    |
| Dag Malmberg       | Jonny Blom            | -                    |
| Emma Swenninger    | Birigtta Moberg       | -                    |
| Eric Ericson       | Fredrik Stridh        | -                    |
| Anki Lidén         | Yvonne Stridner       | -                    |
| Magnus Roosmann    | Dr. Sverker Löwander  | Doctor               |
| Alexandra Rapaport | Carina Löwander       | -                    |
| Jana Damröse       | Tekla                 | Enfermera            |
| Mikaela Knapp      | Jenny Huss            | -                    |
| Felicia Löwerdahl  | Katarina Huss         | -                    |

### Irene Huss - Glasdjävulen(2008)
La cuarta película de crimen y misterio fue estrenado el 11 de junio del 2008.
La detective Irene Huss debe aclarar el brutal asesinato de sacerdotes cuyo crimen parece estar relacionado con cosas satánicas. Sin embargo entre más investiga más convencida está que los propios sacerdotes están involucrados.
| Actor             | Personaje             | Ocupación            |
| ----------------- | --------------------- | -------------------- |
| Angela Kovács     | Det. Insp. Irene Huss | Detective Inspectora |
| Reuben Sallmander | Krister Huss          | -                    |
| Lars Brandeby     | Sven Andersson        | -                    |
| Dag Malmberg      | Jonny Blom            | -                    |
| Emma Swenninger   | Birigtta Moberg       | -                    |
| Eric Ericson      | Fredrik Stridh        | -                    |
| Anki Lidén        | Yvonne Stridner       | -                    |
| Mikaela Knapp     | Jenny Huss            | -                    |
| Felicia Löwerdahl | Katarina Huss         | -                    |

### Irene Huss - Eldsdansen(2008)
La quinta entrega fue estrenada el 9 de julio del 2008.
Cuando Gotemburgo es golpeada por una serie de incendios provocados, la inspectora Irene Huss comienza a investigar quienes son los responsables y la relación que tienen estos incendios con el asesinato de una mujer mayor.
| Actor             | Personaje             | Ocupación            |
| ----------------- | --------------------- | -------------------- |
| Angela Kovács     | Det. Insp. Irene Huss | Detective Inspectora |
| Reuben Sallmander | Krister Huss          | -                    |
| Lars Brandeby     | Sven Andersson        | -                    |
| Dag Malmberg      | Jonny Blom            | -                    |
| Emma Swenninger   | Birigtta Moberg       | -                    |
| Anki Lidén        | Yvonne Stridner       | -                    |
| Eric Ericson      | Fredrik Stridh        | -                    |
| Martin Wallström  | Frej Eriksson         | -                    |
| Mikaela Knapp     | Jenny Huss            | -                    |
| Felicia Löwerdahl | Katarina Huss         | -                    |

### Irene Huss - Guldkalven(2008)
La sexta entrega de la franquicia fue estrenada el 17 de septiembre del 2008 y duró 1hr. con 27 min.
La oficial Irene debe descubrir la conexión entre una compañía de póquer en línea promete fama y fortuna y el brutal asesinato de tres hombres en una de las zonas más famosas de Gotemburgo. Mientras deberá descubrir si su esposo le está siendo infiel o no.
| Actor             | Personaje       | Ocupación            |
| ----------------- | --------------- | -------------------- |
| Angela Kovács     | DI. Irene Huss  | Detective Inspectora |
| Reuben Sallmander | Krister Huss    | -                    |
| Lars Brandeby     | Sven Andersson  | -                    |
| Dag Malmberg      | Jonny Blom      | -                    |
| Emma Swenninger   | Birigtta Moberg | -                    |
| Anki Lidén        | Yvonne Stridner | -                    |
| Eric Ericson      | Fredrik Stridh  | -                    |
| Erik Bolin        | Philip Bergman  | -                    |
| Jens Hultén       | John            | -                    |
| Linus Wahlgren    | Stefan Wermling | -                    |
| Mikaela Knapp     | Jenny Huss      | -                    |
| Felicia Löwerdahl | Katarina Huss   | -                    |

### Irene Huss - Den som vakar i mörkret(2011)
La séptima entrega de las películas de Irene Huss fue estrenada el 6 de julio de 2011 en DVD y el 16 de marzo de 2013 en Suecia.
Cuando Irene y el equipo son llamados para resolver el asesinato de una mujer, pronto tendrán que correr contra el tiempo para detener a un asesino en serie antes de que siga matando a más mujeres, cuando encuentran varias tumbas con cuerpos.
| Actor             | Personaje       | Ocupación            |
| ----------------- | --------------- | -------------------- |
| Angela Kovács     | DI. Irene Huss  | Detective Inspectora |
| Lars Brandeby     | Sven Andersson  | -                    |
| Dag Malmberg      | Jonny Blom      | -                    |
| Emma Swenninger   | Birigtta Moberg | -                    |
| Anki Lidén        | Yvonne Stridner | -                    |
| Eric Ericson      | Fredrik Stridh  | -                    |
| Reuben Sallmander | Krister Huss    | -                    |
| Mikaela Knapp     | Jenny Huss      | -                    |
| Felicia Löwerdahl | Katarina Huss   | -                    |

### Irene Huss - Det lömska nätet(2011)
La octava película fue estrenada el 10 de agosto de 2011 en DVD y el 30 de marzo de 2013 en Suecia.
Cuando varias jóvenes son brutalmente abusadas sexualmente y asesinadas, Irene y el equipo deberá buscar a un criminal sumamente peligroso, antes de que ataque nuevamente.
| Actor             | Personaje         | Ocupación            |
| ----------------- | ----------------- | -------------------- |
| Angela Kovács     | DI. Irene Huss    | Detective Inspectora |
| Lars Brandeby     | Sven Andersson    | -                    |
| Dag Malmberg      | Jonny Blom        | -                    |
| Anki Lidén        | Yvonne Stridner   | -                    |
| Eric Ericson      | Fredrik Stridh    | -                    |
| Reuben Sallmander | Krister Huss      | -                    |
| Moa Gammel        | Elin Nordenskiöld | -                    |
| Mikaela Knapp     | Jenny Huss        | -                    |
| Felicia Löwerdahl | Katarina Huss     | -                    |

### Irene Huss - En man med litet ansikte(2011)
La novena película de drama, crimen y misterio fue estrenada el 7 de septiembre del 2011 por DVD y 30 de marzo del 2013.
Cuando un retirado oficial de la policía retirado es atropellado por un coche, se inicia una persecución policíaca y al encontrar el auto responsable este ha sido quemado y en el lugar también encuentran a una misteriosa joven asesinada
.
| Actor             | Personaje         | Ocupación            |
| ----------------- | ----------------- | -------------------- |
| Angela Kovács     | DI. Irene Huss    | Detective Inspectora |
| Lars Brandeby     | Sven Andersson    | -                    |
| Dag Malmberg      | Jonny Blom        | -                    |
| Anki Lidén        | Yvonne Stridner   | -                    |
| Eric Ericson      | Fredrik Stridh    | -                    |
| Moa Gammel        | Elin Nordenskiöld | -                    |
| Reuben Sallmander | Krister Huss      | -                    |
| Mikaela Knapp     | Jenny Huss        | -                    |
| Felicia Löwerdahl | Katarina Huss     | -                    |

### Irene Huss - Tystnadens cirkel(2011)
La película fue estrenada el 5 de octubre de 2011 por DVD y 6 de abril de 2013
Cuando el cuerpo desnudo de un joven hombre es encontrado en un basurero, la detective Irene y el equipo deberán encontrar al culpable del crimen.
| Actor             | Personaje          | Ocupación            |
| ----------------- | ------------------ | -------------------- |
| Angela Kovács     | DI. Irene Huss     | Detective Inspectora |
| Lars Brandeby     | Sven Andersson     | -                    |
| Dag Malmberg      | Jonny Blom         | -                    |
| Anki Lidén        | Yvonne Stridner    | -                    |
| Eric Ericson      | Fredrik Stridh     | -                    |
| Reuben Sallmander | Krister Huss       | -                    |
| Moa Gammel        | Elin Nordenskiöld  | -                    |
| Adam Lundgren     | Jon Rydell         | -                    |
| Göran Parkrud     | Gustav af Jarlberg | -                    |
| Mikaela Knapp     | Jenny Huss         | -                    |
| Felicia Löwerdahl | Katarina Huss      | -                    |

### Irene Huss - I skydd av skuggorna(2011)
La undécima película fue estrenada el 9 de noviembre de 2011 por DVD y 13 de abril de 2013 dirigida por Alexander Moberg. 
Cuando el cuerpo de un hombre es encontrado en su coche con un disparo en la cabeza, Huss y el equipo comienzan terminarán investigando a un grupo de motoristas con conexiones importantes.
| Actor             | Personaje         | Ocupación            |
| ----------------- | ----------------- | -------------------- |
| Angela Kovács     | DI. Irene Huss    | Detective Inspectora |
| Lars Brandeby     | Sven Andersson    | -                    |
| Dag Malmberg      | Jonny Blom        | -                    |
| Anki Lidén        | Yvonne Stridner   | -                    |
| Eric Ericson      | Fredrik Stridh    | -                    |
| Moa Gammel        | Elin Nordenskiöld | -                    |
| Reuben Sallmander | Krister Huss      | -                    |
| Mikaela Knapp     | Jenny Huss        | -                    |
| Felicia Löwerdahl | Katarina Huss     | -                    |

### Irene Huss - Jagat vittne(2011)
La última entrega de las películas de la franquicia fue estrenada el 20 de abril del 2011 con una duración de 1 hora con 30 minutos.
Cuando una joven mujer es encontrada muerta en el río, el equipo pronto descubre que la causa de su muerte no fue por ahogarse sino un asesinato luego de descubrir una lesión en su cabeza.
| Actor               | Personaje         | Ocupación            |
| ------------------- | ----------------- | -------------------- |
| Angela Kovács       | DI. Irene Huss    | Detective Inspectora |
| Lars Brandeby       | Sven Andersson    | -                    |
| Dag Malmberg        | Jonny Blom        | -                    |
| Anki Lidén          | Yvonne Stridner   | -                    |
| Eric Ericson        | Fredrik Stridh    | -                    |
| Moa Gammel          | Elin Nordenskiöld | -                    |
| Reuben Sallmander   | Krister Huss      | -                    |
| Christopher Wollter | Patrik Högberg    | -                    |
| Josephine Alhanko   | Disa Högberg      | -                    |
| Mikaela Knapp       | Jenny Huss        | -                    |
| Felicia Löwerdahl   | Katarina Huss     | -                    |

## Producción
La primera película fue dirigida por Martin Asphaug, escrita por Stefan Ahnhem (en el guion) y basado en la novela de Helene Tursten. Producida por Johan Fälemark, Hillevi Råberg, Ole Søndberg, con el apoyo del productor de línea Daniel Gylling y el productor asociado Morten Fisker. La música estuvo bajo el cargo de Thomas Hagby y Fredrik Lidin. La cinematografía estuvo en manos de Philip Øgaard, mientras que la edición por Fredrik Morheden.
Filmada en Gotemburgo, en la Provincia de Västra Götaland, Suecia.
Contó con la participación de las compañías de producción "Illusion Film & Television" y "Yellow Bird", en co-participación con "ARD Degeto Film" y "Kanal 5". 
En el 2007 la película fue distribuida por "Svensk Filmindustri (SF)" por todo el mundo y todos los medios, "Kanal 5" en la televisión, por "Nordisk Film" en cines, en el 2009 por "Arbeitsgemeinschaft der öffentlich-rechtlichen Rundfunkanstalten der Bundesrepublik Deutschland (ARD)" en Alemania por televisión, en los Países Bajos en el 2010 por "Lumière Home Entertainment" por DVD y en el 2012 por "Film1" por televisión limitada. Otras compañías que participaron son "Film Finances" (en la finalización de garante) y "Ljudligan" (en el sonido de posproducción).
La segunda entrega de la película fue dirigida por Martin Asphaug, contó con el apoyo de los escritores Ulf Kvensler (en el guion) y Helene Tursten (novela). Producida por Johan Fälemark y Hillevi Råberg, coproducida por Lotta Dolk, Tomas Eskilsson y Hans-Wolfgang Jurgan, junto al productor asociado Morten Fisker, el productor ejecutivo Peter Hiltunen y los productores asociados Søren Stærmose y Ole Søndberg. La música estuvo a cargo de Thomas Hagby y Fredrik Lidin, mientras que la cinematografía estuvo en manos de Philip Øgaard y la edición de Fredrik Morheden.